# داروين توريس
داروين توريس (بالإسبانية: Darwin Torres) (16 فبراير 1991 في الأوروغواي - ) هو لاعب كرة قدم أوروغواني في مركزي قلب الدفاع والظهير. لعب مع نادي راسينغ مونتيفيديو وناسيونال مونتيفيديو وسيمارونس دي سونورا ‏ وجوفينتود.

## وصلات خارجية
- داروين توريس على موقع إي إس بي إن إف سي (الإنجليزية)
- داروين توريس على موقع قاعدة بيانات كرة القدم.إي يو (الإنجليزية)
- داروين توريس على موقع Soccerway.com (الإنجليزية)